# 대한민국 상법 제368조의3
대한민국 상법 제368조의3는 서면에 의한 의결권의 행사에 대한 상법 회사법의 조문이다.

## 조문
제368조의3 (서면에 의한 의결권의 행사) (1) 주주는 정관이 정한 바에 따라 총회에 출석하지 아니하고 서면에 의하여 의결권을 행사할 수 있다.
(2) 회사는 총회의 소집통지서에 주주가 제1항의 규정에 의한 의결권을 행사하는데 필요한 서면과 참고 자료를 첨부하여야 한다. 